# Barrio Aeropuerto (Tucumán)
Ingenio La Florida es una localidad argentina ubicada en el departamento Cruz Alta de la Provincia de Tucumán, depende administrativamente de la municipalidad de Banda del Río Salí, de cuyo centro urbano dista unos 3 km. Se halla a la vera de la ruta Provincial 302, muy cerca del Aeropuerto Internacional Teniente Benjamín Matienzo.
- Datos: Q5720190